# تپه مردگان (فیلم)
تپه مردگان (به هندی: Mohenjo Daro) یا موهن‌جو دارو فیلمی محصول سال ۲۰۱۶ و به کارگردانی آشوتوش گواریکر است. در این فیلم بازیگرانی همچون هریتک روشن، پوجا هگده، کبیر بدی ایفای نقش کرده‌اند.

## داستان
سرمان (هرتیک روشن) کشاورزی است که تصمیم دارد برای تجارت به موهنجو دارو می‌رود در آنجا او دختر کائن معبد را که چانی (پوجا هگده) نام دارد را نجات می‌دهد. چانی دختری زیبا و فهمیده‌است که سرمان با دیدن او عاشقش می‌شود و توجه او را جلب می‌کند اما می‌فهمد که چانی یک ازدواج اجباری با پسر رئیس بدجنس موهنجو دارو (کبیر بدی) دارد و چانی هم به او علاقه‌مند می‌شود. یک شب که چانی مشغول آماده شدن برای یک مراسم مذهبی است، سرمان به اتاق او می‌آید و چانی را می‌بیند و از او می‌خواهد که داستان ازدواجش را برایش بگوید و چانی می‌گوید که در بچگی مادرش را از دست داده و کائن‌ها او را امید موهنجو دارو می‌دانند و به همین دلیل او را به این ازدواج در کودکی مجبور کرده‌اند. سرمان چانی را می‌بوسد ناگهان پسر رئیس از راه می‌رسد و چانی را با سرمان می‌بیند و رئیس سرمان را به یک مبارزه اجبار می‌دهد که اگر برنده شود بخشیده شده و با چانی ازدواج می‌کند. شب قبل از مبارزه پدر چانی به دنبال سرمان می‌آید و حقیقت اینکه او در موهنجو دارو کیست را به او می‌گوید که او پسر رئیس سابق موهنجو دارو بوده که رئیس فعلی پدرش را کشته. وقتی سرمان این موضوع را می‌فهمد شوکه شده و متوجه می‌شود به خاطر موهنجو دارو و چانی باید مبارزه را ببرد. روز مبارزه سرمان با تلاش زیاد برنده می‌شود و رئیس و پسرش را خشمگین می‌کند و سرمان با کمک مردم رئیس و پسرش را از بین می‌برد و با چانی به موهنجو دارو حکومت می‌کند.